# Menhirs de Vårgårda
Les menhirs de Vårgårda sont un groupe de menhirs situés à Vårgårda, commune suédoise du comté de Västra Götaland, dans le Västergötland.

## Situation
Le menhir no 1 se dresse dans le nord de la commune, à proximité de la Stockholmsvägen ; à une centaine de mètres à l'ouest se dresse le menhir no 2.

## Description
Le menhir no 1 mesure 2,80 m de hauteur.
Le menhir no 2 mesure 3,25 m de hauteur.
Le menhir no 3 mesure 2,95 m de haut pour 1,50 m de large.
Le menhir no 4 mesure 1,85 m de haut pour 0,40 m de large.
Le menhir no 5 mesure 1,75 m de haut pour 1,70 m de large.

## Galerie

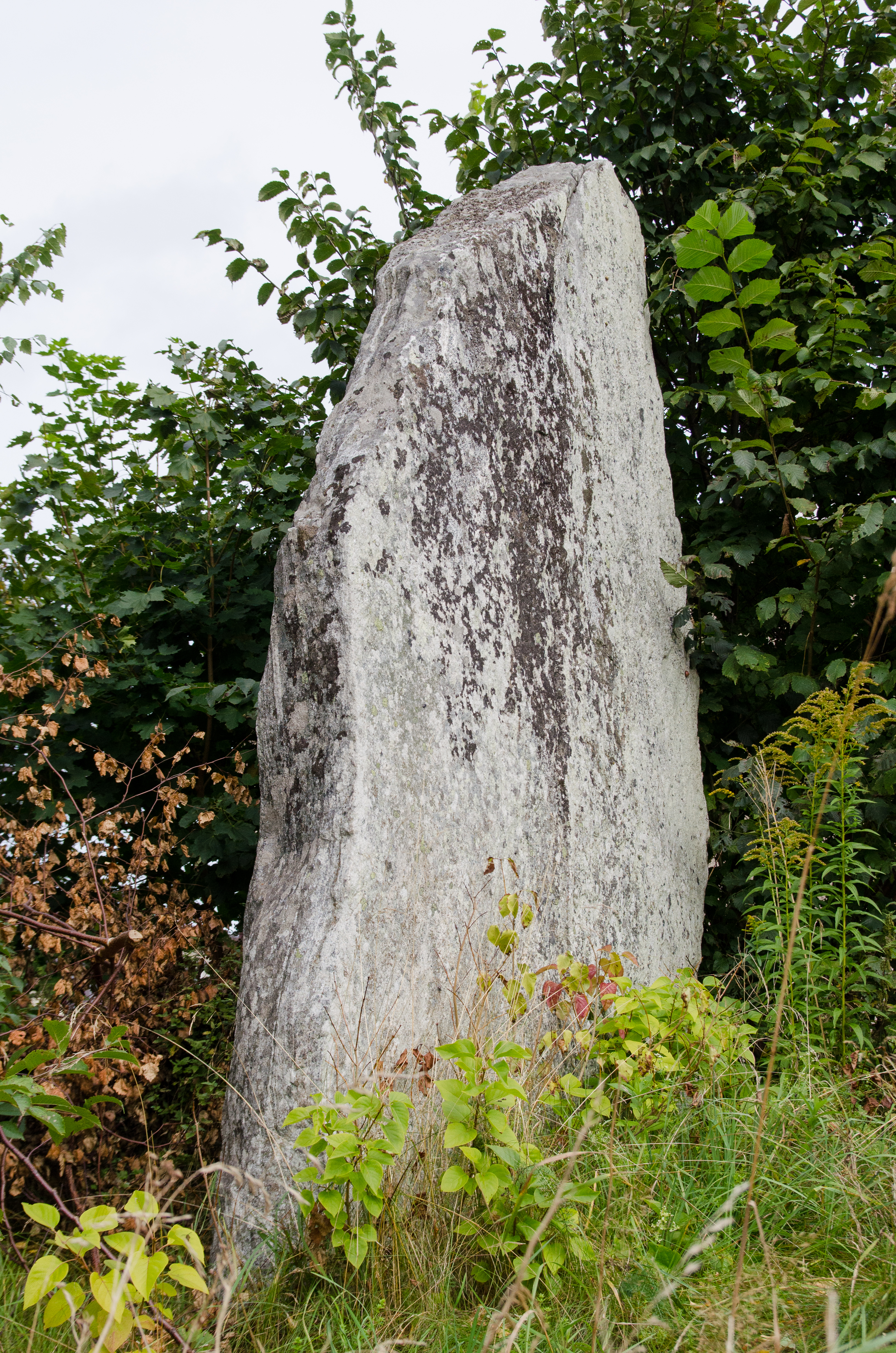
Vue du menhir no 2 en 2012.
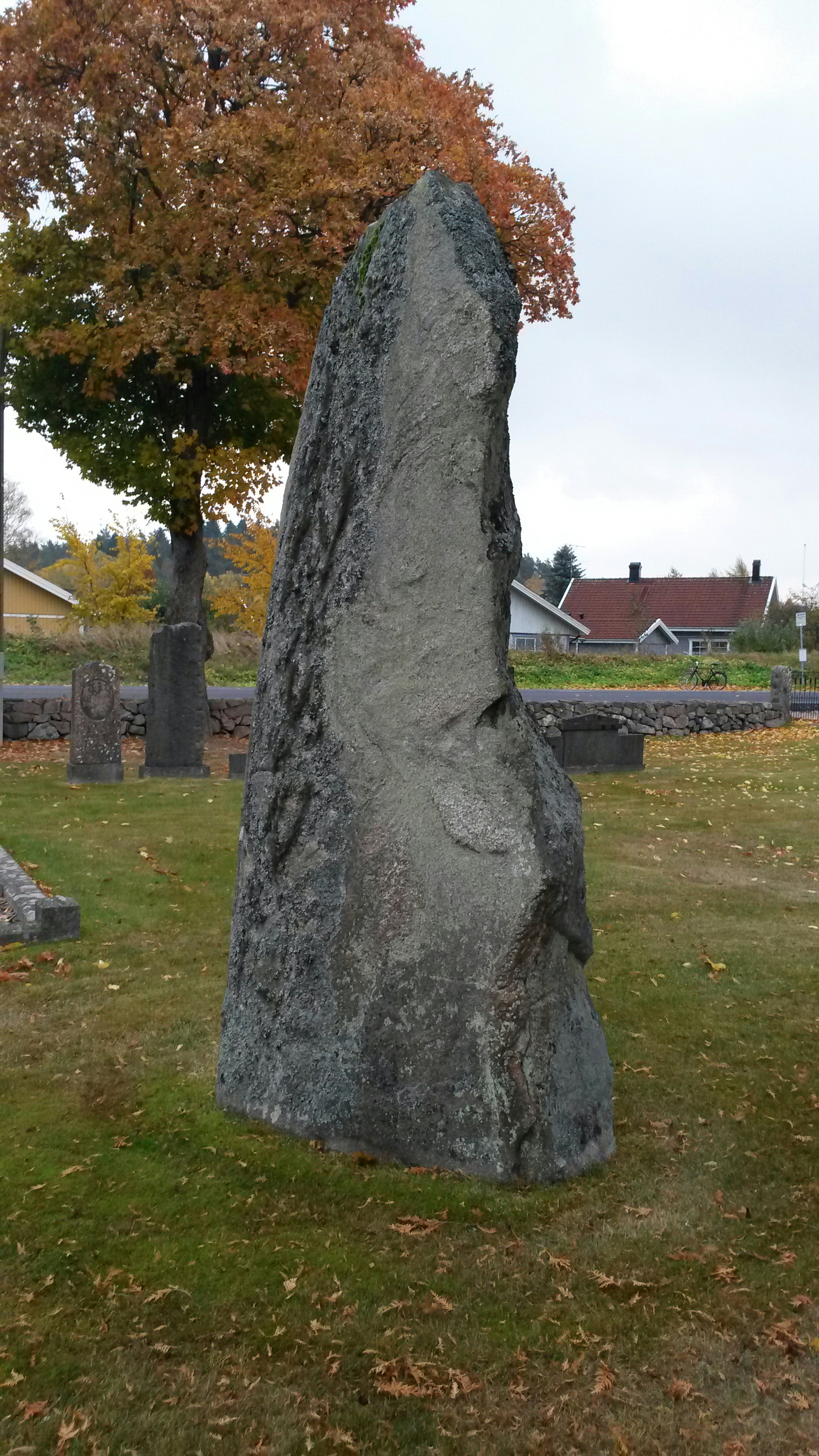
Vue du menhir no 3 en 2013.
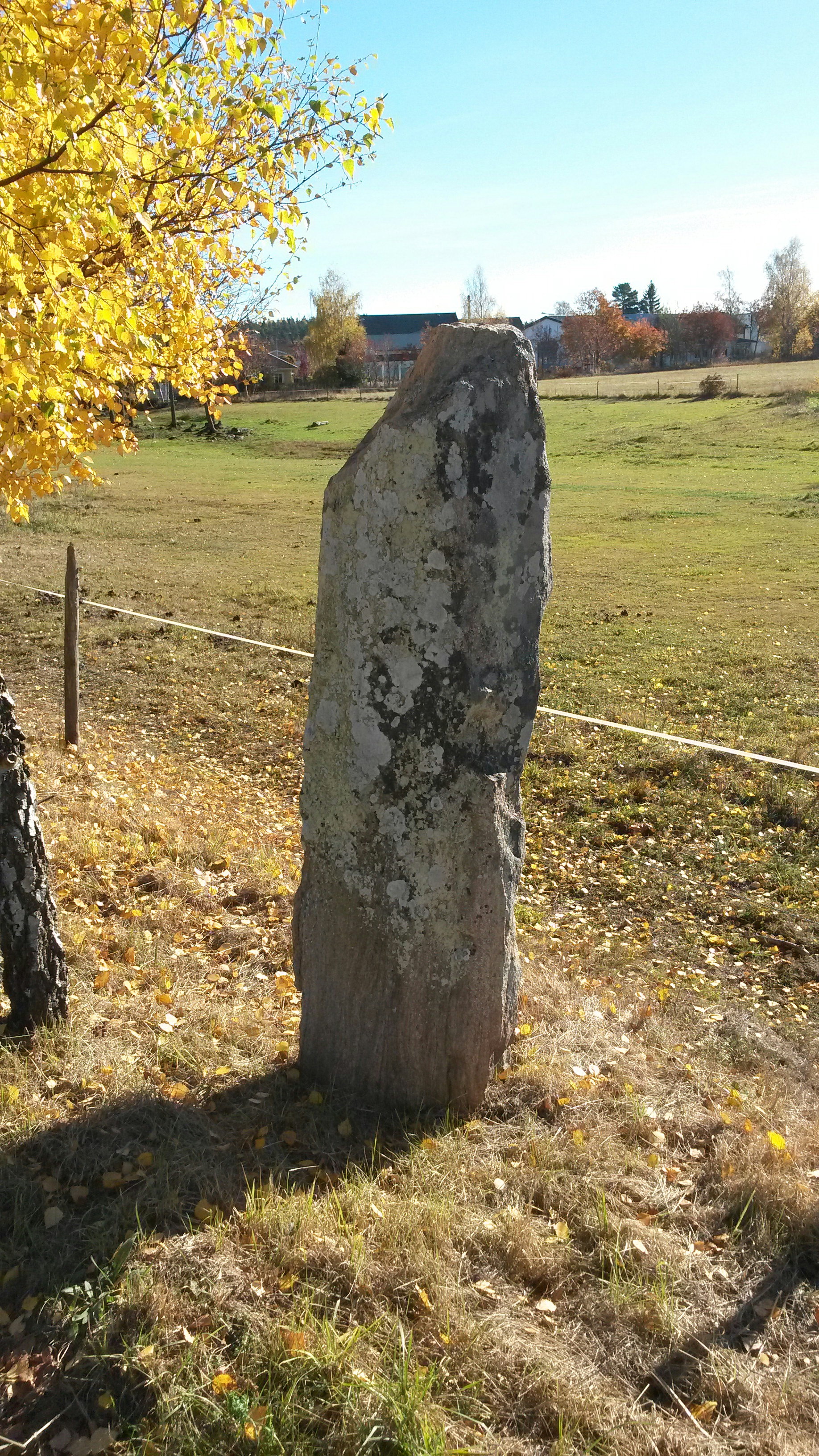
Vue du menhir no 4 en 2013.
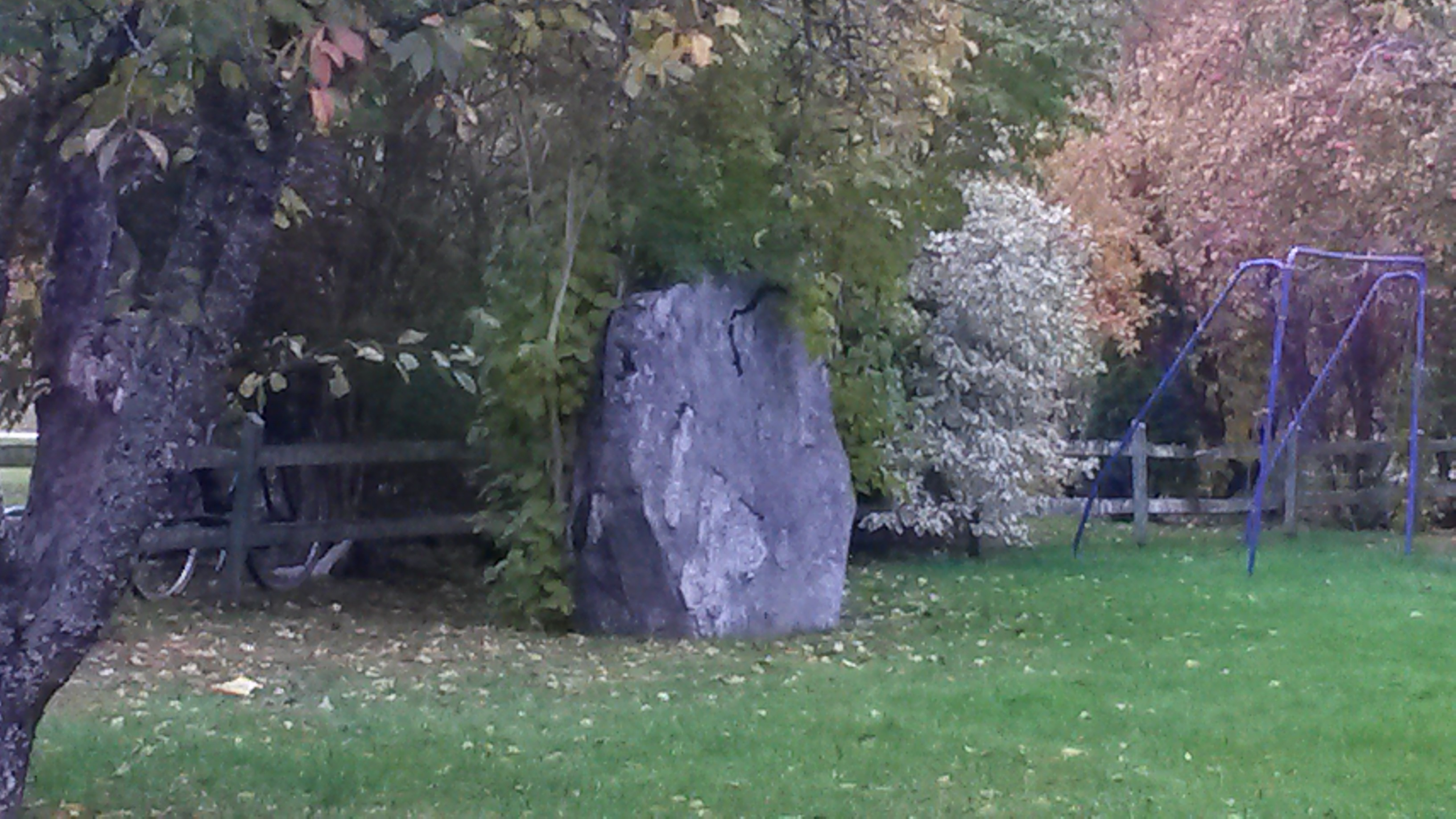
Vue du menhir no 5 en 2013.